# Academia Malagueña de las Artes y las Letras
La Academia Malagueña de las Artes y las Letras es un colectivo cultural con sede en la ciudad de Málaga, España, dedicado a la difusión y promoción de eventos culturales en Málaga y su provincia.
La academia está compuesta por 30 miembros del mundo de las artes y la literatura y edita la revista El Avisador Malagueño. Además, organiza la Feria del Libro Antiguo, la Semana de la Cultura Urbana, conferencias periódicas sobre temas de interés local, exposiciones pictóricas y otras actividades culturales.